# Literaturpreis der Jürgen Ponto-Stiftung
Der Literaturpreis der Jürgen Ponto-Stiftung, anfangs als Literaturförderpreis der Jürgen Ponto-Stiftung vergeben, ist benannt nach dem Bankier Jürgen Ponto, der am 30. Juli 1977 von Terroristen der Rote Armee Fraktion ermordet wurde. Der Preis wird seit 1978 jährlich von der Jürgen Ponto-Stiftung der Dresdner Bank (heute Commerzbank) verliehen. Eine Bewerbung ist nur über den Verlag möglich, der das Manuskript im selben Jahr veröffentlichen wird. Nach der Satzung wird er an junge Autoren vergeben, die „... an ihrem ersten Buchmanuskript arbeiten und eine besondere literarische Begabung erkennen lassen“. Der Preis soll dazu dienen, sie „... auf ihrem Weg zu einer professionellen Karriere als Schriftsteller“ zu unterstützen. Dotiert ist der Preis seit dem Jahr 2002 mit 15.000 Euro, seit 2025 mit 25.000 Euro.
Als weitere Literaturförderung veranstaltete die Jürgen Ponto-Stiftung von 2005 bis 2020 jährlich eine Schreibwerkstatt im Herrenhaus in Edenkoben. An zwei Wochenenden im Halbjahresabstand erhielten jeweils zehn deutschsprachige Nachwuchsautoren Beratung und Betreuung durch jeweils einen Literaturpreisträger der Stiftung und seinen Lektor. Seit 2021 vergibt die Stiftung anstelle der Schreibwerkstätten jährlich fünf Literatur-Stipendien an deutschsprachige Autorinnen und Autoren, die nicht älter als 35 Jahre sind, noch kein literarisches Debüt vorgelegt haben und insofern nicht verlagsgebunden sind.
Die Stipendien haben eine Laufzeit von Juli bis Dezember eines Jahres. Sie sind mit 1.000 Euro pro Monat dotiert und nicht residenzgebunden. Am Ende des Stipendiums erwartet die Stiftung die Einreichung eines Textes, der sich zu einem von der Stiftung genannten gesellschaftspolitischen Thema äußert. Dies kann ein Essay sein, ein Aufsatz oder eine literarische Reportage. Für etwaige Recherche- oder Reisekosten verfügen die Stipendiatinnen und Stipendiaten jeweils über ein Budget in Höhe von maximal 750 Euro. Jeder Stipendiatin, jedem Stipendiaten steht jeweils und individuell eine erfahrene Lektorin oder ein erfahrener Lektor aus einem von vier renommierten und jährlich wechselnden Verlagen zur Seite.

## Preisträger
- 2025: Marina Schwabe
- 2024: Clemens Böckmann
- 2023: Charlotte Gneuß
- 2022: Kim de l’Horizon
- 2021: Stefan Hornbach
- 2020: Deniz Ohde
- 2019: Miku Sophie Kühmel
- 2018: Philipp Weiss
- 2017: Sasha Marianna Salzmann
- 2016: Birgit Birnbacher
- 2015: Sandra Weihs
- 2014: Franz Friedrich
- 2013: Anousch Mueller
- 2012: Carmen Stephan
- 2011: Sebastian Polmans
- 2010: Barbara Aschenwald
- 2009: kein Preis
- 2008: Christopher Kloeble
- 2007: Reinhard Kaiser-Mühlecker
- 2006: Angelica Ammar
- 2005: Sabine Schiffner
- 2004: Christine Pitzke
- 2003: Ulla Lenze
- 2002: Zsuzsa Bánk und Andreas Münzner
- 2001: Rainer Merkel
- 2000: Andreas Maier
- 1999: kein Preis
- 1998: Jan Lurvink
- 1997: Zoë Jenny
- 1996: Peter Henning
- 1995: Manuel Karasek
- 1994: Gilles Mebes
- 1993: Peter Weber
- 1992: Marian Nakitsch
- 1991: Kurt Drawert
- 1990: Barbara Köhler
- 1989: Arnold Stadler
- 1988: Natascha Selinger
- 1987: Wolfgang Hermann
- 1986: kein Preis
- 1985: Elmar Schenkel
- 1984: Markus Werner
- 1983: kein Preis
- 1982: Gerhard Köpf
- 1981: Einar Schleef
- 1980: Martin Mosebach
- 1979: kein Preis
- 1978: Andreas Nohl